# Heretic (Naked City)
Heretic: Jeux Des Dames Cruelles
è il terzo album della jazzcore band Naked City.

## Descrizione
L'album contiene ventiquattro brani di improvvisazione quasi pura, che ricorda come operazione quella di Miles Davis per Ascenseur pour l'échafaud di Louis Malle, considerando che anche in questo caso è stato realizzato per la colonna sonora del film sadomaso underground Jeux des Dames Cruelles.
Ogni brano è stato suonato da una combinazione diversa in duo o in trio dei membri del gruppo; l'intera band si esibisce insieme su una sola traccia, Fire and Ice.

## Tracce
1. Main Titles – 1:26 (testo: Eye, Horvitz, Baron)
2. Sex Games – 2:21 (testo: Frisell, Frith, Baron)
3. The Brood – 2:48 (testo: Zorn, Horvitz, Baron)
4. Sweat, Sperm + Blood – 2:03 (testo: Eye, Zorn)
5. Vliet – 0:49 (testo: Frisell, Frith)
6. Heretic 1 – 2:32 (testo: Zorn, Frith)
7. Submission – 4:21 (testo: Horvitz, Frisell, Baron)
8. Heretic 2 – 1:44 (testo: Zorn, Frith, Baron)
9. Catacombs – 2:46 (testo: Horvitz, Frisell)
10. Heretic 3 – 2:41 (testo: Zorn, Frith, Baron)
11. My Master, My Slave – 2:23 (testo: Horvitz, Frith)
12. Saint Jude – 2:12 (testo: Frisell, Frith, Baron)
13. The Conqueror Worm – 2:31 (testo: Zorn, Horvitz)
14. Dominatrix 5B – 2:16 (testo: Horvitz, Frisell, Baron)
15. Back Through the Looking Glass – 2:39 (testo: Frisell, Frith)
16. Here Come the 7,000 Frogs – 1:59 (testo: Eye, Zorn)
17. Slaughterhouse/Chase Sequence – 2:18 (testo: Frisell, Frith, Baron)
18. Castle Keep – 1:48 (testo: Horvitz, Frisell)
19. Mantra of Resurrected Shit – 1:41 (testo: Eye, Zorn)
20. Trypsicore – 1:46 (testo: Horvitz, Baron)
21. Fire and Ice (Club Scene) – 2:37 (testo: Naked City)
22. Crosstalk – 1:40 (testo: Horvitz, Frisell, Frith)
23. Copraphagist Rituals – 0:53 (testo: Eye, Horvitz, Baron)
24. Labyrinth – 5:47 (testo: Frisell, Baron)

## Formazione
- John Zorn – alto sax
- Bill Frisell – chitarra
- Wayne Horvitz – tastiere
- Fred Frith – basso
- Joey Baron – batteria
- Yamatsuka Eye – voce